# Áno Kopanákion
Áno Kopanákion är en ort i Grekland.   Den ligger i prefekturen Messenien och regionen Peloponnesos, i den södra delen av landet, 180 km väster om huvudstaden Aten. Áno Kopanákion ligger 180 meter över havet och antalet invånare är 1 500.
Terrängen runt Áno Kopanákion är huvudsakligen kuperad, men den allra närmaste omgivningen är platt. Runt Áno Kopanákion är det ganska glesbefolkat, med 21 invånare per kvadratkilometer. Närmaste större samhälle är Kyparissia, 13,1 km väster om Áno Kopanákion. 